# David Smith (voetballer, 1993)
David Smith (Glasgow, 1 maart 1993) is een Schots voetballer (aanvaller) die sinds 2014 voor de Schotse tweedeklasser Falkirk FC uitkomt. Voordien stond hij onder contract bij Heart of Midlothian FC.
Smith debuteerde op 15 mei 2011 voor Hearts FC in de thuiswedstrijd tegen Dundee United FC. De wedstrijd werd met 2-1 verloren.